# آلیسا چیا
آلیسا چیا چینگ ون (Chinese ; متولد ۷ اکتبر ۱۹۷۴) بازیگر و مجری تلویزیونی تایوانی است. او برای نقش‌هایش در سریال‌های تلویزیونی مانند درام‌های دوره‌ای شاهزاده سلسله هان (۲۰۰۱)، شمشیر بهشت و صابر اژدها (۲۰۰۲) و لیدی وو: اولین امپراتور (۲۰۰۳) و همچنین رئالیست اجتماعی معاصر شناخته شده است.
خانه اجدادی چیا در تیانجین چین است. چیا با چارلز سان ژیهائو ازدواج کرد و اولین دخترش آنجلینا سان لینگ کیان را به دنیا آورد. چیا و سان در سال ۲۰۱۰ از هم جدا شدند. آنها حضانت مشترک دخترشان را دارند، در حالی که چیا قیم اصلی است.

## فیلم‌شناسی

### سریال‌های تلویزیونی
| سال  | عنوان                          | نقش                                           | یادداشت‌ها    |
| ---- | ------------------------------ | --------------------------------------------- | ------------ |
| ۱۹۹۰ | جیا جیا فو                     | او داوی                                       |              |
| ۱۹۹۲ | مرغ و اردک                     |                                               |              |
| ۱۹۹۲ | فصل سرد و گرم                  |                                               |              |
| ۱۹۹۲ | خانه من ناسانگ ماگو            |                                               |              |
| ۱۹۹۴ | ما در اون سال خوشگلیم          | نیو نیو                                       |              |
| ۱۹۹۴ | پدرم یک لنگر است               | لیو آیون                                      |              |
| ۱۹۹۵ | گل کریستال                     | آفتاب شیاومان                                 |              |
| ۱۹۹۵ | عشق در جهان بشر                | لیو منگ فان                                   |              |
| ۱۹۹۶ | تیانشی ژونگکوی                 | زاکسیاؤ و شیاودینگ                            |              |
| ۱۹۹۶ | قلب بیهی مینگیو                | آهنگ ژا هوی                                   |              |
| ۱۹۹۶ | خانواده بچه‌ها                  | هواروی                                        |              |
| ۱۹۹۶ | چونفنگ شونیان                  | ژن لیانلیان                                   |              |
| ۱۹۹۶ | گوان گونگ                      | ون شیو                                        |              |
| ۱۹۹۶ | دستام رو محکم نگه دار          | جی جی                                         |              |
| ۱۹۹۷ | زن زیبا و مهربان               | دونگ هوهی                                     |              |
| ۱۹۹۷ | فای قیان                       | دودو                                          |              |
| ۱۹۹۷ | چهار شاهزاده                   | لیو شیاوزی                                    |              |
| ۱۹۹۷ | احساسات عمیق‌تر از خواهران      | آی گو                                         |              |
| ۱۹۹۸ | خواب ندیده در شب تیانشی        | جی شاووی                                      |              |
| ۱۹۹۸ | فردا تو                        | گاو یی                                        |              |
| ۱۹۹۹ | افسانه خنجر لی                 | آفتاب شیاونگ                                  |              |
| ۱۹۹۹ | لیانگ سان بو و ژو ینگ تای جدید | ژو ینگتا                                      |              |
| ۱۹۹۹ | لیانلیان چنگشن                 | آفتاب شوشنگ                                   |              |
| ۱۹۹۹ | هوی شوان داو                   | یه شینگیو                                     |              |
| ۱۹۹۹ | افسانه قهرمانان ژونگهوا        | شی می خواد                                    |              |
| ۲۰۰۰ | همسر برادر بزرگتر              | لیو شوهی                                      |              |
| ۲۰۰۰ | احساس زائیتین                  | لین یو هانگ و بای جیانینگ                     |              |
| ۲۰۰۱ | شاهزاده خاندان هان             | نیان نوژائو                                   |              |
| ۲۰۰۲ | شمشیر آسمان و شمشیر اژدها      | ژائو مین                                      |              |
| ۲۰۰۲ | مدرسه فوق‌العاده                | سوئی کایدی                                    |              |
| ۲۰۰۳ | بانوی وو: امپراتوری اول        | و میینیانگ                                    |              |
| ۲۰۰۳ | بوئی تیانزی                    | چینگینگ                                       |              |
| ۲۰۰۴ | شاهزاده قین، لی شیمین          | یانجی                                         |              |
| ۲۰۰۴ | چپ و راست                      | لِ پنگ                                         |              |
| ۲۰۰۴ | صدمین عروسی                    | تیان ایفان                                    |              |
| ۲۰۰۶ | وقتی غمگین هستید آواز بخوانید  | گوان نیانگپئی                                 |              |
| ۲۰۰۸ | ووجیان یوآئی                   | هو مِی                                         |              |
| ۲۰۰۸ | ژیانای                         | چای ژپین                                      |              |
| ۲۰۱۰ | عشق در شانگهای                 | شیانگ شوی                                     |              |
| ۲۰۱۲ | تاریخ راز پرنسس تایپینگ        | شاهزاده تایپینگ / شاهزاده اندینگسی (بچه جوان) |              |
| ۲۰۱۳ | آدمی خداها و آدمی شیطان        | لی کیوشوی                                     | ستاره مهمان  |
| ۲۰۱۳ | زیر همان سقف                   | لی میخواد                                     |              |
| ۲۰۱۴ | منتظر شادمانی                  | لی شیاؤ فینگ                                  |              |
| ۲۰۱۴ | قصر: دختر گمشده                | شینگیو                                        | ستاره مهمان  |
| ۲۰۱۶ | جناح فرشته                     | مینا                                          |              |
| ۲۰۱۷ | بازی شکار                      | "کای وان یو"                                  | ستاره مهمان  |
| ۲۰۱۹ | جهان میان ما                   | سُن کیاو آن                                    | HBO          |
| ۲۰۱۹ | هیچ جا مرد                     | ژیانگ جینگ فانگ                               | نتفلیکس اصلی |
| ۲۰۲۰ | "سلوت" خاندان مینگ             | خانوم شاهزاده امپراتور وان                    | آیکیوی       |
| ۲۰۲۲ | مامان، اینکارو نکن!            | چن رو رونگ                                    | نتفلیکس اصلی |
| ۲۰۲۲ | قطعاتش                         | یان شنگ هوآ                                   | نتفلیکس اصلی |
| ۲۰۲۳ | در لحظه                        | ژو جینگون                                     | نتفلیکس      |
| ۲۰۲۴ | مبارزه برای زیبایی             |                                               | یوکو         |